# Саут-Аннвілл Тауншип (округ Лебанон, Пенсільванія)
Саут-Аннвілл Тауншип (англ. South Annville Township) — селище (англ. township) в США, в окрузі Лебанон штату Пенсільванія. Населення — 3438 осіб (2020).

## Демографія
Згідно з переписом 2010 року, у селищі мешкало 2850 осіб у 1100 домогосподарствах у складі 853 родин. Було 1153 помешкання
Расовий склад населення:
| - 97,6 % — білих - 0,7 % — чорних або афроамериканців - 0,5 % — азіатів |

До двох чи більше рас належало 0,7 %. Частка іспаномовних становила 2,5 % від усіх жителів.
За віковим діапазоном населення розподілялося таким чином: 23,2 % — особи молодші 18 років, 61,6 % — особи у віці 18—64 років, 15,2 % — особи у віці 65 років та старші. Медіана віку мешканця становила 45,5 року. На 100 осіб жіночої статі у селищі припадало 99,2 чоловіків;  на 100 жінок у віці від 18 років та старших — 96,2 чоловіків також старших 18 років.
Середній дохід на одне домашнє господарство  становив 78 178 доларів США (медіана — 64 479), а середній дохід на одну сім'ю — 83 166 доларів (медіана — 78 512). Медіана доходів становила 42 193 долари для чоловіків та 38 839 доларів для жінок. За межею бідності перебувало 6,2 % осіб, у тому числі 10,8 % дітей у віці до 18 років та 2,0 % осіб у віці 65 років та старших.
Цивільне працевлаштоване населення становило 1388 осіб. Основні галузі зайнятості: освіта, охорона здоров'я та соціальна допомога — 25,4 %, виробництво — 14,6 %, сільське господарство, лісництво, риболовля — 11,0 %, роздрібна торгівля — 9,3 %.